# Saint-Loup-Géanges
Saint-Loup-Géanges é uma comuna francesa na região administrativa de Borgonha-Franco-Condado, no departamento Saône-et-Loire. Estende-se por uma área de 19,14 km². Em 2010 a comuna tinha 1 693 habitantes (densidade: 88,5 hab./km²).